# Religioni in India

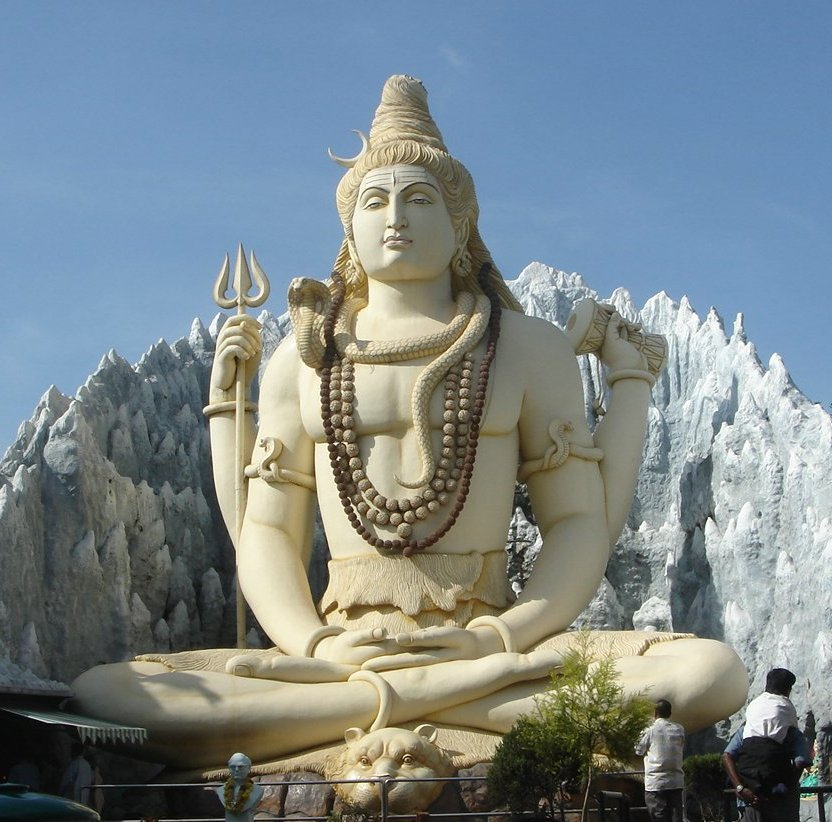
Statua alta 65 m del dio induista Shiva nei pressi di Bangalore.

Le religioni in India è caratterizzata da un'amplissima diversità di credenze e pratiche culturali. Il subcontinente indiano è stato il luogo di nascita di quattro fra le religioni maggiori del mondo: dall'antica fede vedica s'è sviluppato col tempo l'odierno induismo, poi il buddismo fondato dal principe Siddhartha Gautama ed il suo contemporaneo giainismo; infine, il sikhismo, la religione più recente, nata nel XV secolo da una commistione di insegnamenti islamici e induisti.
Lungo tutto il corso della sua storia la religione è stata sempre una parte molto importante della cultura e del pensiero filosofico del Paese; la diversità e la tolleranza religiosa hanno entrambe sede e fondamento stabile sia nella tradizione che nelle leggi della moderna nazione indiana.
La stragrande maggioranza della popolazione (oltre il 93%) si considera facente parte come membro effettivo ad una qualche religione: secondo il censimento del 2001, l'induismo (con tutte le sue credenze correlate) è diffuso tra l'80,5% della popolazione, l'islam viene invece seguito dal 13,4% degli abitanti, il cristianesimo dal 2,3%, il sikhismo dall'1,9%, il buddismo dallo 0,9% ed il giainismo dallo 0,4%: queste sono le maggiori e più antiche religioni professate in India. Vi sono anche altre tradizioni minori, di origini tribali, come il "santal", il "sanamahismo", le Adivasi e numerose forme di animismo.
La quantità e varietà di diversità nei sistemi di credenza religiosa dell'India odierna è il risultato sia dell'esistenza di molte religioni indigene che dell'assimilazione ed integrazione sociale di fedi religiose portate dall'esterno da viaggiatori, immigrati e commercianti, ma anche da invasori e conquistatori, com'è il caso dei musulmani Moghul. Il mazdeismo (o zoroastrismo) e l'ebraismo hanno anch'essi un'antica storia nel Paese, ognuno con diverse migliaia di aderenti.

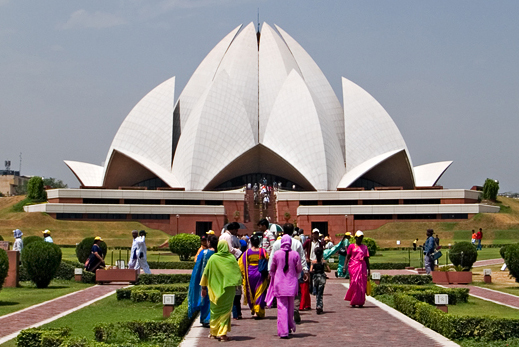
Il tempio Baha'i a New Delhi.

In India vi è poi la comunità mazdea (Parsi e Irani) e Bahá'í più grande del mondo, pur non essendo native del subcontinente ma nate entrambe nella regione dell'odierno Iran; il rapporto della fede Baha'i con la spiritualità indiana è comunque molto stretto, riconoscendo quest'ultima sia l'illuminato Siddhartha Gautama dei buddisti che il Krishna degli induisti come manifestazioni del Dio onnipotente.
La diaspora indiana nei paesi occidentali europei e nordamericani ha reso poi familiari e molto popolari, a partire dalla seconda metà del XX secolo, vari aspetti della filosofia indiana, come lo Yoga, il concetto di meditazione, la medicina ayurvedica, la divinazione, la levitazione, oltre alle teorie del Karma e della reincarnazione. L'influenza delle religioni indiane è stato significativo in tutto il mondo; diverse organizzazioni e movimenti, come ad esempio l'Associazione internazionale per la coscienza di Krishna, la Brahma Kumaris, l'Ananda Marga ed altre ancora, hanno contribuito a diffondere fuori dal territorio indiano le credenze e le pratiche spirituali tradizionali del subcontinente.
La popolazione musulmana dell'India è la terza maggiore del mondo, con un'ampia comunità sciita; i santuari dedicati ad alcuni tra i maggiori santi del sufismo si trovano in territorio indiano ed attirano visitatori da ogni parte del mondo. Il paese è inoltre patria di alcuni tra i più famosi ed importanti monumenti dell'architettura islamica, come il Taj Mahal e il Qutb Minar.
L'influenza indiana sulle tradizioni religiose persiste fino alle attuali leggi civili in materia di diritto familiare e personale assunte pienamente dalla comunità musulmana. La carta costituzionale dichiara la nazione essere una repubblica laica che deve difendere il diritto di ognuno dei propri cittadini a poter esprimere liberamente il suo culto e diffonderlo o di non aver per contro alcuna fede di tipo religioso; la Costituzione indiana dichiara anche il diritto alla libertà di religione come uno dei diritti fondamentali dell'essere umano.

## Storia

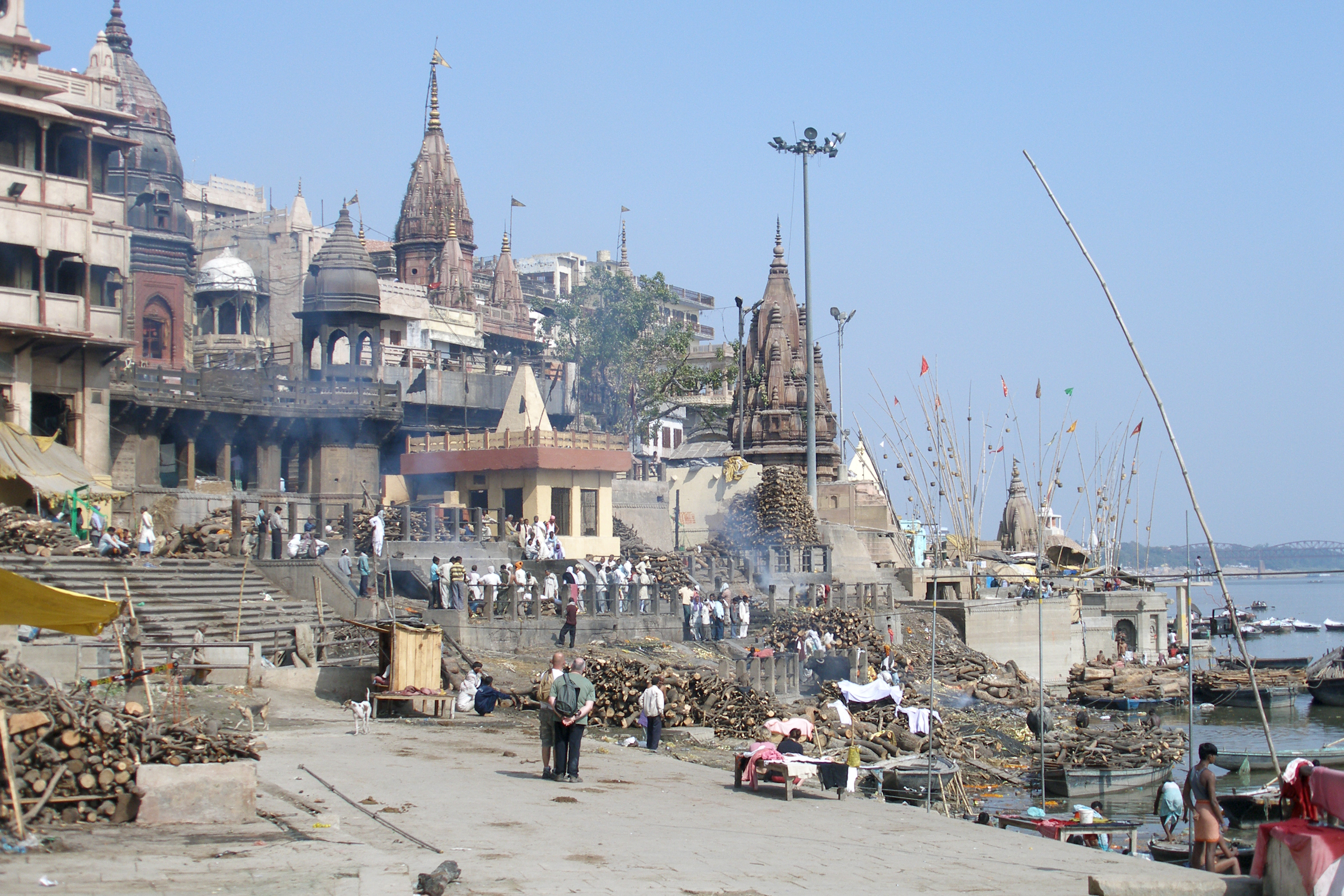
Le rive del Gange a Varanasi, una della principali città sacre dell'induismo.

### Evoluzione delle religioni
L'induismo è spesso considerato come la religione più antica del mondo, le cui radici risalirebbero alla Preistoria; nel corso del tempo le fedi basate sui testi dei Veda e dei Brāhmaṇa si riversarono poco a poco nell'induismo com'è conosciuto oggi. Questo si poi è diffuso in tutto il Sudest asiatico - anche grazie ai folti gruppi di immigrati - in Sri Lanka e nelle Isole Mauritius, alla Malaysia, all'Indonesia (soprattutto nell'isola di Bali) e a Singapore, fino a giungere in Guyana e Suriname in Sudamerica, a Trinidad e Tobago nei Caraibi e nelle isole Figi in Oceania.
Gli Indù adorano una Divinità costituita da molteplici forme. La prova attestante la presenza di una forma preistorica di fede induista fin dall'epoca del Mesolitico nel subcontinente indiano deriva in parte da pitture rupestri del che raffigurano danze e rituali; i pastori neolitici che abitavano la Valle dell'Indo seppellivano i loro morti in un modo suggestivo utilizzando pratiche spirituali che incorporavano nozioni di un aldilà e la fede nella magia ed evocazione religiosa.

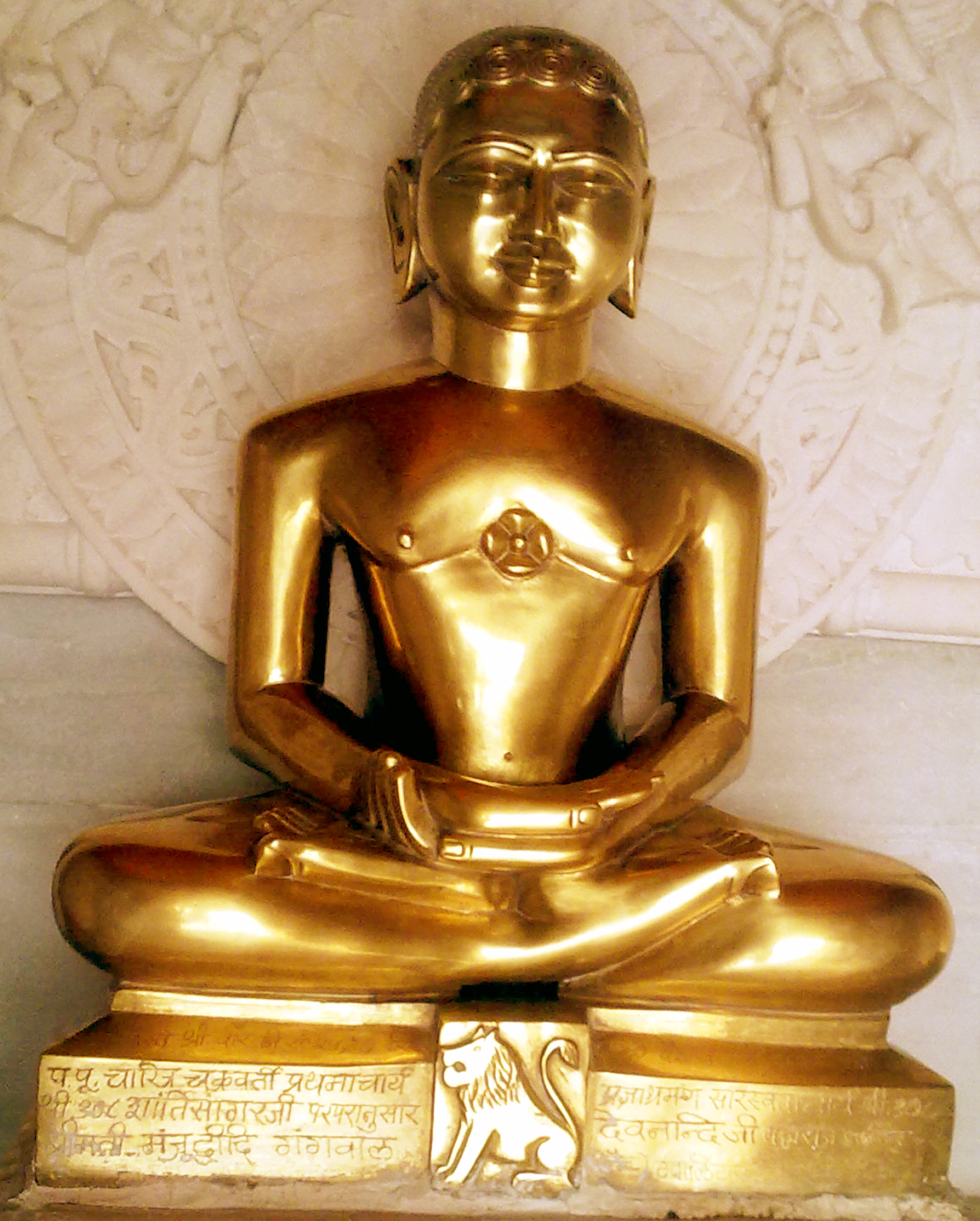
Mahavira, il fondatore della fede Jain.

Altri siti rupestri sparpagliati un po' in tutto il subcontinente, come le grotte di Bhimbetka in Madhya Pradesh e i petroglifi di Kupgal in Karnataka contengono poi vaste pitture raffiguranti prove di possibili ritualizzazioni religiose attraverso la musica.
La civiltà di Harappa, che durò dal 3300 al 1700 a.C. circa, incentrata sulle valli fluviali dell'Indo e del Ghaggar-Hakra, con molta probabilità adoravano una Dea madre simboleggiante la fertilità universale ed avevano una società di stampo matriarcale. Gli approfonditi scavi archeologici compiuti ripetutamente sui siti della regione hanno fatto riportare alla luce una vasta quantità di sigilli con rappresentazioni di animali e "altari del fuoco" indicando così la presenza di rituali connessi con il fuoco; sono stati anche trovati Linga e Yoni di un tipo del tutto simile a quelli attualmente venerati presso gli Indù.
Alle origini dell'induismo sembrano pertanto essere inclusi elementi culturali della Civiltà della valle dell'Indo e di altre civiltà preistoriche del subcontinente. Il testo più antico dell'induismo è il Rig Veda, composto durante il periodo vedico e datato al 1700-1100 a.C.; mentre approssimativamente tra il 500-100 a.C. - durante il periodo dei maggiori Purāṇa - furono scritti inoltre anche i grandi poemi epici Rāmāyaṇa e Mahābhārata, anche se questi vennero trasmessi oralmente per interi secoli prima d'esser trascritti. Dopo il 200 a.C. diverse scuole di pensiero più o meno astratto sono state formalmente codificate all'interno della filosofia indiana, tra cui il Sāṃkhya, lo Yoga, il Nyāya e il Vaisheshika, il Purva Mīmāmsā ed infine il Vedānta; queste sei rappresentano i Darśana ovvero le visioni filosofiche brahmaniche.
L'induismo, religione altrimenti altamente teistica, ospita anche scuole e filosofie non teistiche o addirittura atee generalmente considerate ortodosse, come possono esser sia il Samkhya che il Purva Mimamsa.

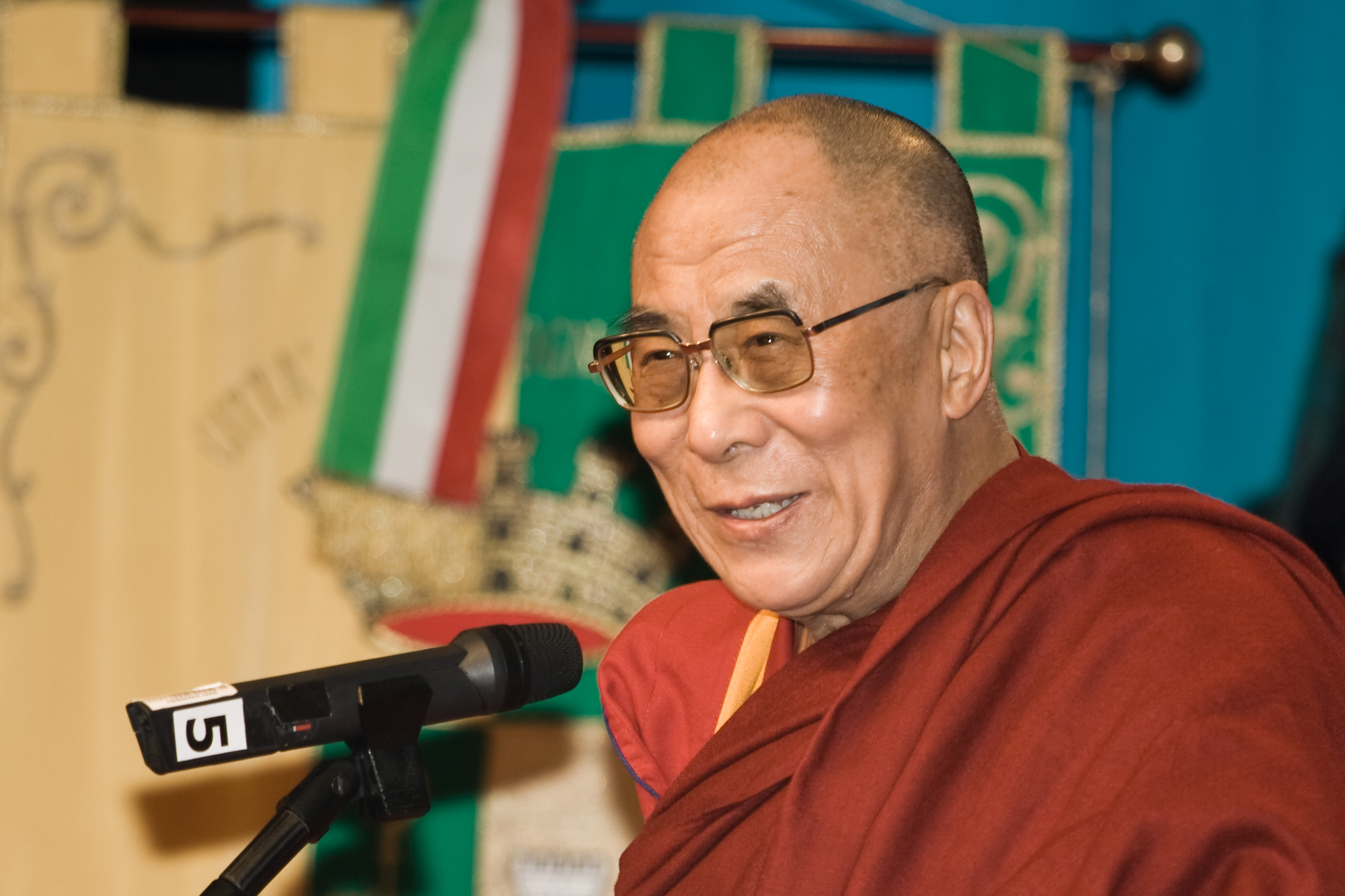
L'attuale XIV Dalai Lama, capo spirituale del buddismo tibetano che vive esule in India a Dharamsala.

### Religioni d'origine monastica (shramana)
Mahavira, il 24° Tirthamkara (599-527 a.C.) della tradizione giainista e suo massimo diffusore in epoca storica, stabilì definitivamente i 5 voti religiosi tra cui l'ahimsa-non violenza. Gautama Buddha (546-324 a.C.), fondatore del buddismo, apparteneva invece ad una famiglia d'origine nobiliare, il clan indù dei Shakya; in territorio indiano la sua religione fortemente improntata al monachesimo raggiunse il suo picco durante il regno di Ashoka (304-232 a.C.), sovrano dell'impero Maurya che riuscì a unificare il subcontinente indiano nel III secolo a.C.
Alcuni studiosi pensano che il successivo espandersi dell'induismo abbia causato un parallelo e progressivo arretramento e declino del buddismo continentale.

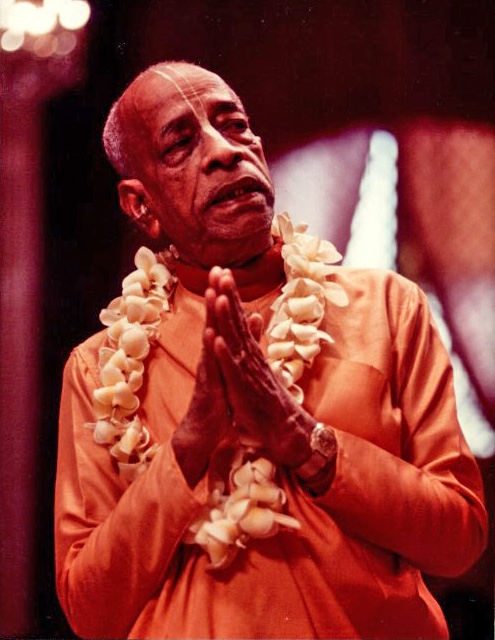
A.C. Bhaktivedanta Swami Prabhupada, fondatore del movimento bhakti degli Hare-Krishna.

### Movimento Bhakti
Durante i secoli XIV-XVII, quando l'India del nord si trovava sotto il dominio musulmano, cominciò a svilupparsi il movimento Bhakti in tutta l'India settentrionale e centrale; il movimento venne avviato da un gruppo vagamente associato di maestri e filosofi chiamati Sant Mat: Chaitanya, Mahaprabhu, Vallabhacharya, Sūrdās, Meera Bai, Kabīr, Tulsidas, Ravidas, Namdeo, Tukaram e altri mistici sono stati alcuni dei massimi Sant Mat del Nord.
 Essi hanno insegnato che la gente potesse benissimo vivere anche mettendo da parte i pesanti fardelli dei rituali di casta e le sottilissime e complesse disquisizioni filosofiche per semplicemente abbandonarsi alla devozione, semplicemente esprimendo il proprio travolgente amore nei confronti della divinità. Quest'epoca storica è stata caratterizzata da una gran varietà di letteratura devozionale sia in prosa che in poesia nelle lingue etniche dei vari stati indiani o province.
Molti gruppi indù considerati al di fuori del tradizionale sistema delle caste, intoccabili e paria, seguirono nel tempo il movimento devozionale Bhakti seguendo i Sant Mat appartenenti alle rispettive comunità; ad esempio, Guru Ravidas era un Chamar dell'Uttar Pradesh; Guru Parsuram Ramnami era un Chura di Chhatisgarh e Maharishi Ram Navale era un Bhangi del Rajasthan.

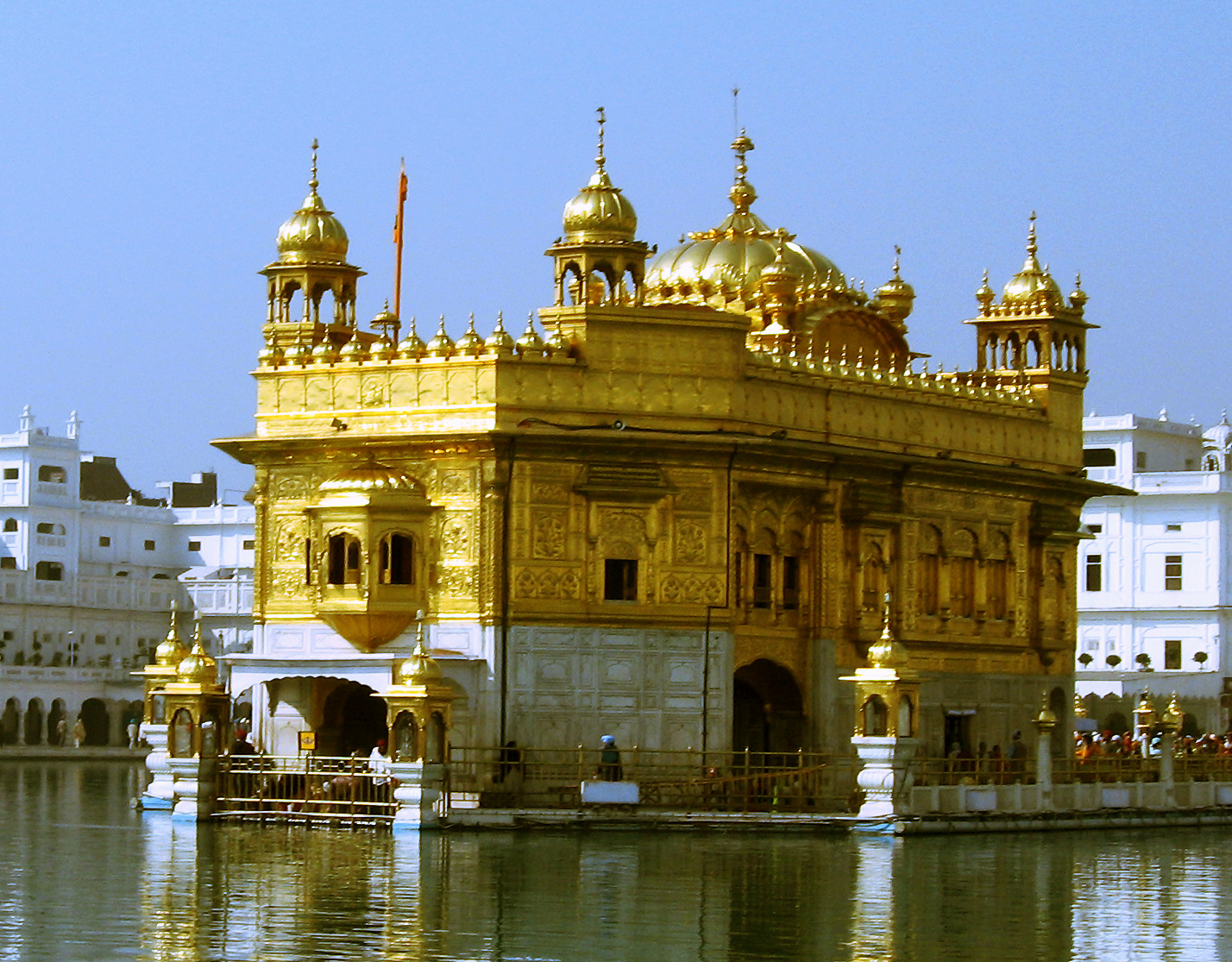
Il Tempio d'oro (Harmandir Sahib) dei Sikh ad Amritsar.

### Sikhismo
Il fondatore della religione Sikh è stato il Guru Nanak (1469-1539), mentre il testo sacro Guru Granth Sahib è stato compilato dal quinto guru Arjan Dev a partire dagli scritti lasciati dai suoi predecessori, oltre che altre sante personalità. Il Sikhismo riconosce la totalità degli esseri umani uguali davanti a Vahiguru (l'essere supremo); e questo indipendentemente dal colore della pelle, dalla casta di nascita o dal lignaggio d'appartenenza: rigetta infine le credenze del politeismo induista e la pratica della circoncisione maschile musulmana.

### Religioni monoteiste in territorio indiano

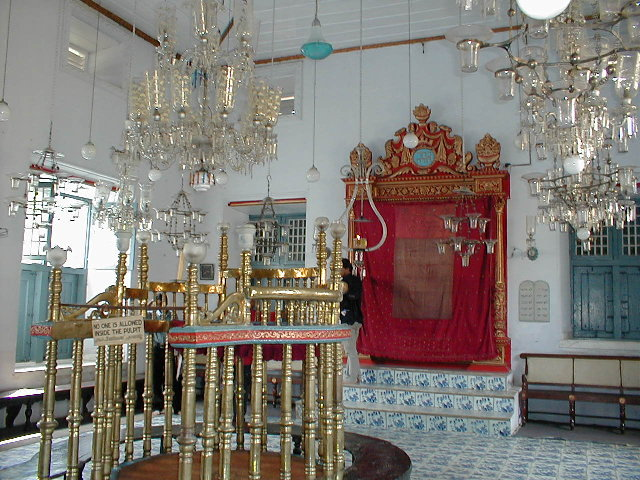
L'interno della sinagoga di Kochi.

#### Ebraismo
Secondo la tradizione letteraria gli Ebrei giunsero per la prima volta in India come commercianti direttamente dalla Giudea, nella città di Cochin in Kerala; questo approssimativamente nel 562 a.C; una successiva ondata migratoria sarebbe poi avvenuta a seguito della distruzione del Secondo Tempio da parte dei romani nel 70 d.C.

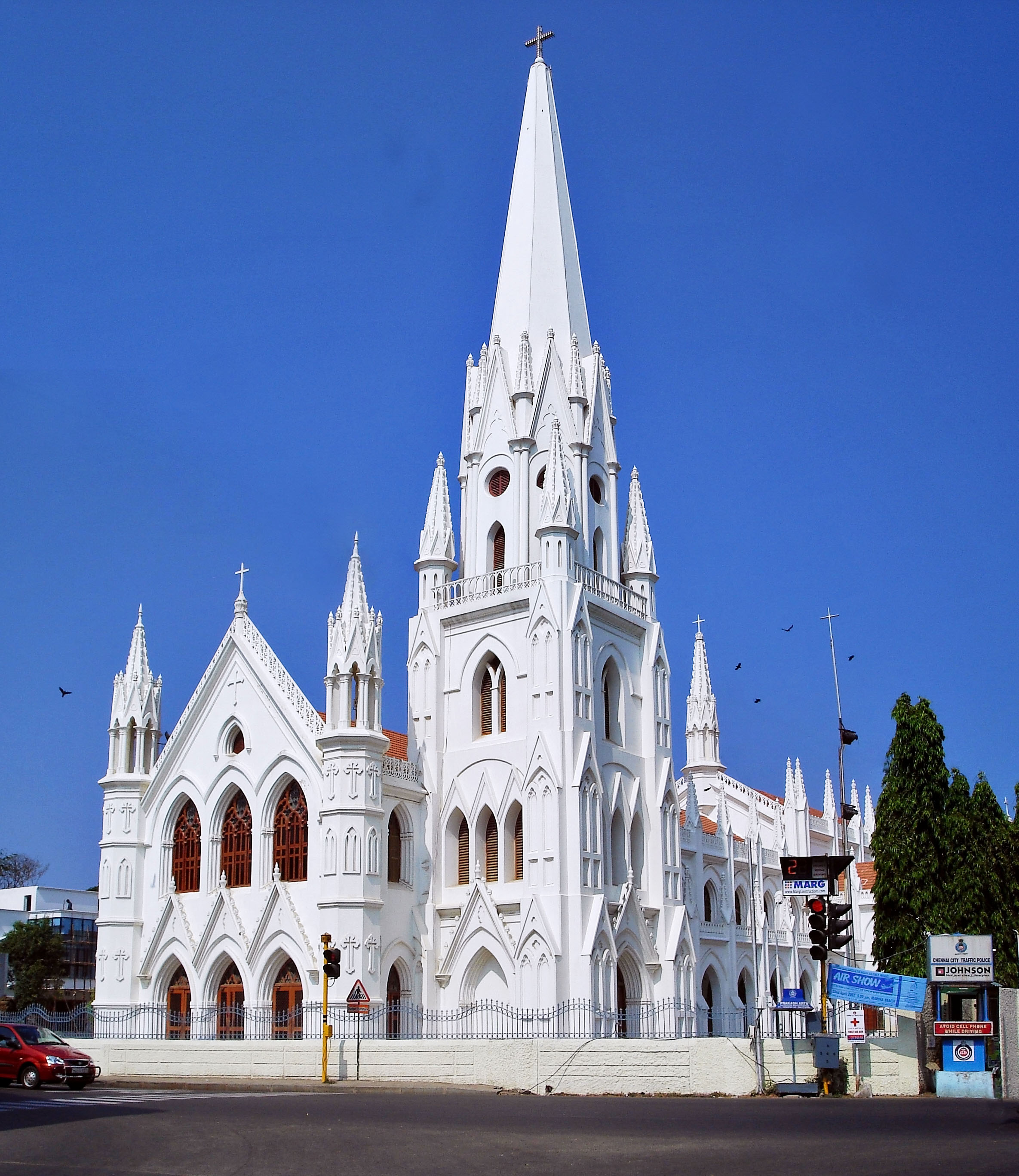
La basilica cristiana dedicata a San Tommaso a Chennai.

#### Cristianesimo
Le opere e gli scritti degli studiosi del cristianesimo orientale riferiscono la leggenda che vuole essere stato l'apostolo San Tommaso a giungere in Kerala, nell'estrema punta a sud-ovest dell'India nell'anno 52; a Muziris gli sarebbe poi capitato di battezzare alcuni Ebrei di Cochin che saranno conosciuti nei secoli successivi fino ad oggi come Cristiani di San Tommaso (o siriani-Nasrani).
Anche se le origini precise del cristianesimo in India rimangono effettivamente poco chiare, vi è un chiaro consenso generale accademico che il cristianesimo fosse presente e radicato in quel lembo di India del Sud fin dal III secolo; al suo interno alcune comunità utilizzavano la liturgia del cristianesimo siriaco, ed è pertanto altamente possibile che esistesse fin dal I secolo.
Oggi in India il cristianesimo è presente nelle sue varie forme di cattolicesimo romano, chiesa ortodossa orientale e protestantesimo: il cattolicesimo viene praticato da 17,3 milioni di persone (che rappresentano meno del 2% dell'intera popolazione) e la maggior parte dei cattolici risiedono a Goa e nello Stato federato del Kerala, ma vi sono gruppi cristiani anche negli stati nordorientali. Il cristianesimo in India si è anche espanso a partire dal XV secolo grazie alle spedizioni dei missionari, prima cattolici portoghesi e poi nel XVIII secolo protestanti inglesi.

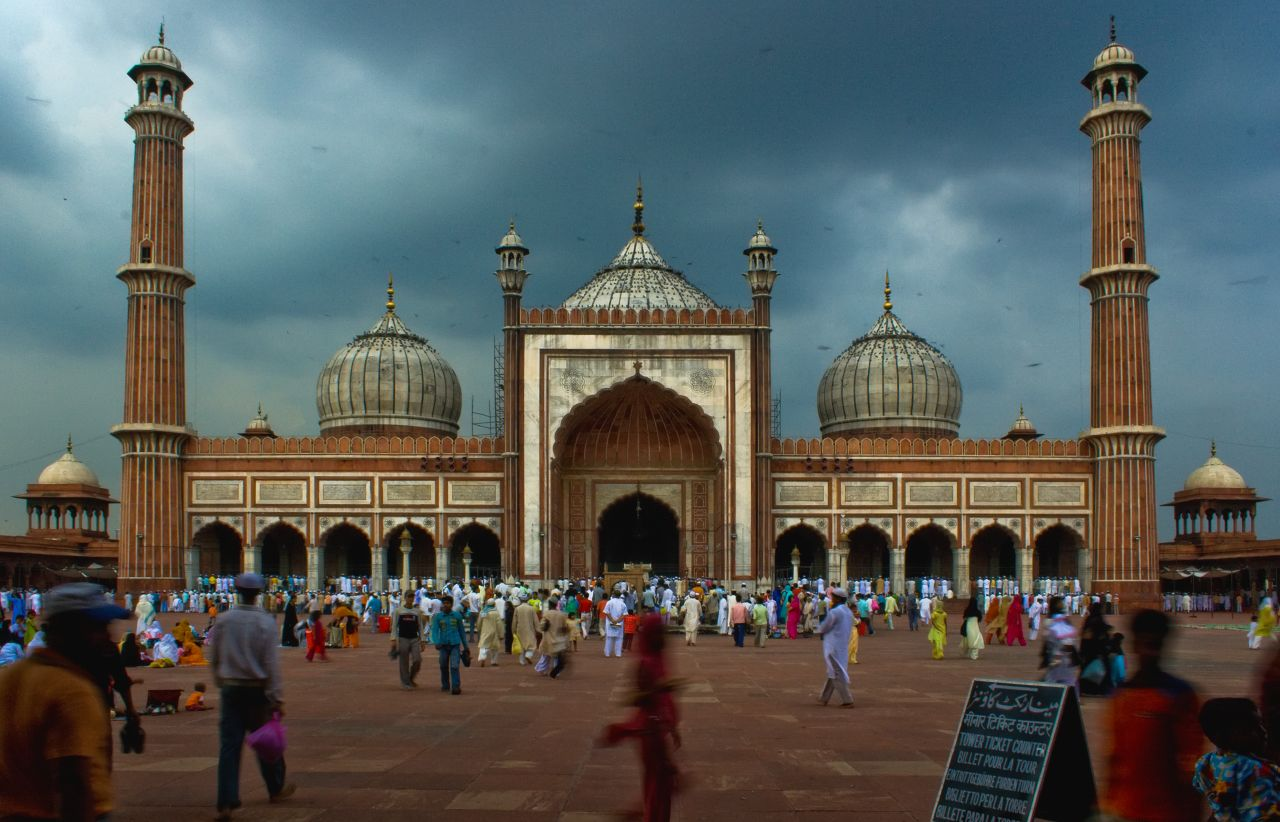
La Jama Masjid a New Delhi, una delle maggiori moschee presenti in India.

#### Islam
Anche se giunto per la prima volta in India poco dopo l'inizio del VII secolo con i viaggi e spedizioni dei commercianti arabi, l'Islam ha iniziato a divenire una delle grandi religioni del subcontinente a partire dalla conquista musulmana che ha avuto luogo a partire dal XIII secolo, prima sotto il Sultanato di Delhi e poi con l'Impero Moghul, in gran parte molto semplificato grazie alla tradizione mistica del sufismo.

## Demografia
L'induismo è considerata la più antica nonché il più grande raggruppamento religioso dell'India, con più di 1 miliardo di fedeli nel 2001 che rappresentavano l'80,5% dell'intera popolazione; il termine indù, derivante dal sanscrito Sindhu, era originariamente una denominazione geografica e si riferiva agli abitanti del territorio attorno al fiume Sindhu-Indo.
 L'induismo è molto diversificato ed al suo interno possono esser rappresentati un'estrema varietà di componenti, dal monoteismo, all'enoteismo al politeismo al panteismo e panenteismo, al monismo all'agnosticismo per finire all'ateismo e allo gnosticismo.
L'Islam è una religione radicalmente monoteista centrata sulla fede in un solo Dio e sull'insegnamento del suo profeta Maometto ed è la più grande minoranza religiosa in India; secondo il censimento 2001 il paese ospitava almeno 138 milioni di musulmani, la terza più grande popolazione islamica al modo dopo Indonesia (210 milioni) e Pakistan (166 milioni), rappresentando così il 13,4% dell'intera popolazione.
I musulmani rappresentano la maggioranza negli territori federati di Jammu e Kashmir, Ladakh e nelle isole Laccadive, mentre si trovano concentrati come forti minoranze in Andhra Pradesh, Uttar Pradesh, Bihar, Bengala occidentale, Assam e Kerala; le fonti suggeriscono una maggioranza di rappresentanti sunniti e una minoranza sciita oscillante tra il 25-30% di tutti i musulmani (da 40 a 50 milioni di persone su un totale di 157 milioni di fedeli nel 2006).
Il cristianesimo è una religione monoteista incentrata sulla vita e gli insegnamenti di Gesù Cristo, così come viene presentato nel Nuovo Testamento; rappresenta la terza più ampia componente di credenti dell'India, costituendo il 2,3% della popolazione totale. San Tommaso apostolo viene accreditato esser stato colui che ha introdotto il primissimo cristianesimo nell'estremo lembo Sud dell'India già nell'anno 52d.C.
 I cristiani rappresentano oggi la maggioranza dei fedeli negli stati federati di Nagaland, Mizoram e Meghalaya, mentre si trovano ad avere una significativa percentuale minoritaria in tutte le regioni a nordest del paese, oltre che a Goa e in Kerala.
Il buddismo è una religione filosofica dharmica e non teistica; i buddisti rappresentano la maggioranza della popolazione nello stato federato di Arunachal Pradesh e sono una forte minoranza in Sikkim e nel territorio del Ladakh. Oggi vivono in India all'incirca 8 milioni di buddisti, lo 0,8% dell'intera popolazione indiana.
Il giainismo è una religione ed un sistema filosofico dharmico non teistico originatasi nell'età del ferro dell'India; oggi con 4,2 milioni di fedeli rappresentano lo 0,4% della popolazione indiana, concentrati soprattutto negli stati federati di Gujarat, Karnataka, Maharashtra e Rajasthan
Il sikhismo ha avuto origine a partire dal XV secolo nel nord dell'India, con gli insegnamenti di Guru Nanak Dev e degli altri 9 suoi successori; nel 2001 vi erano 19,2 milioni di Sikh in tutto il paese, ma concentrati soprattutto nello Stato federato del Punjab (l'unico in cui rappresentano la maggioranza della popolazione). Vi sono gruppi significativi di sikh poi anche a New Delhi e in Haryana
Anche l'ebraismo è presente in India, come religione monoteista proveniente dal Levante; oggi continua ad esistere una piccola comunità di ebrei indiani a Cochin, città costiera dello Stato del Kerala, ma storicamente ci sono anche stati i "Bene Israel" del Maharashtra e gli "Ebrei Baghdadi" emigrati da Baghdad e giunti fino a Mumbai.
 Appena dopo l'indipendenza le due maggiori comunità ebraiche indiane erano i "Bnei Menashe" di Mizoram e Manipur e i "Bene Ephraim" di lingua telugu: oggi dei circa 95 000 ebrei di origine indiana ne rimangono meno di 20 000.
Infine lo 0,07% dei partecipanti al censimento 2001 non ha indicato la religione professata.

### Statistiche
Tendenze demografiche per i principali gruppi religiosi (1961–2001)
| Religione       | Popolazione % 1961 | Popolazione % 1971 | Popolazione % 1981 | Popolazione % 1991 | Popolazione % 2001 |
| --------------- | ------------------ | ------------------ | ------------------ | ------------------ | ------------------ |
| Induismo        | 83.45%             | 82.73%             | 82.30%             | 81.53%             | 80.46%             |
| Islam           | 10.69%             | 11.21%             | 11.75%             | 12.61%             | 13.43%             |
| Cristianesimo   | 2.44%              | 2.60%              | 2.44%              | 2.32%              | 2.34%              |
| Sikhismo        | 1.79%              | 1.89%              | 1.92%              | 1.94%              | 1.87%              |
| Buddismo        | 0.74%              | 0.70%              | 0.70%              | 0.77%              | 0.77%              |
| Animismo, altro | 0.43%              | 0.41%              | 0.42%              | 0.44%              | 0.72%              |
| Giainismo       | 0.46%              | 0.48%              | 0.47%              | 0.40%              | 0.41%              |

## Irreligiosità
Anche se seguita da una piccola parte della popolazione indiana, l'irreligiosità (comprendente l'ateismo, l'agnosticismo e l'umanesimo secolare) ha anch'essa una forte e duratura tradizione in India; l'ateismo è stato fin dai tempi più antichi propugnato nella filosofia indiana all'interno della scuola Sāṃkhya. Ai seguaci dell'irreligiosità piace generalmente definirsi come "atei indù".

## Legislazione

### La Costituzione
La legislazione indiana non riconosce alcuna religione ufficiale di Stato. Gli articoli della Costituzione Indiana riguardanti la religione sono molti e nessuno impedisce,in alcun modo, la libertà di culto:
- L’articolo 25 stabilisce che ogni cittadino ha il diritto alla libertà di coscienza e il diritto di professare, praticare e diffondere liberamente la propria religione.
- L’articolo 27: nessuno può essere costretto a pagare tasse destinate alla promozione o al finanziamento di una particolare denominazione religiosa.
- L’articolo 28 stabilisce che nessuna educazione religiosa debba essere impartita nelle scuole interamente finanziate dallo Stato.
- In base all’ articolo 26, che riguarda i diritti dei gruppi, ogni confessione religiosa o sezione di una confessione religiosa ha il diritto di gestire i propri affari religiosi, istituire e gestire istituzioni religiose e caritatevoli e di possedere, acquisire e amministrare proprietà di qualsiasi genere.
- L’articolo 29 afferma che i cittadini hanno il diritto di preservare i loro costumi e i loro idiomi.
- L’articolo 30: le minoranze religiose e linguistiche hanno il diritto di istituire e amministrare istituzioni educative di propria scelta.

### Effettiva applicazione
Nonostante la presenza di sei articoli della Costituzione Indiana (citati nel paragrafo precedente) lo Stato centrale stabilisce delle limitazioni, in particolare per quanto riguarda i rapporti delle comunità religiose con l’estero. Di conseguenza, da tempo ormai, il Paese non concede quasi nessun visto ai missionari. Quanti di loro già vivono in India da diversi anni, possono rinnovare la loro residenza e il permesso di soggiorno per lavoro missionario su base annuale, ma è raro che le autorità indiane concedano visti a nuovi missionari.
Il fatto che la percentuale di indù sia leggermente diminuita negli ultimi anni è stato oggetto di molti dibattiti e commenti. I movimenti conservatori nazionalisti indù hanno visto il decremento dei loro correligionari come una giustificazione per la loro battaglia per una caratterizzazione marcatamente induista della nazione indiana. I rappresentanti delle minoranze religiose, da parte loro, hanno denunciato con forza gli attacchi regolarmente subiti dalle loro comunità.
Oggi, su 29 Stati (e sette territori) dell’Unione indiana, sei hanno in vigore una legge anti-conversione. Per quanti si oppongono ad una eventuale legge federale anti-conversione, i piani legislativi sono comunque preoccupanti. «Mostra chiaramente le intenzioni maliziose del governo centrale di limitare la libertà religiosa e la libertà di seguire una fede», ha commentato Navaid Hamid, segretario del Consiglio per le minoranze dell’Asia meridionale durante un'intervista. Secondo padre Paul Thelakkat, portavoce della Chiesa cattolica siriaco-malabarese, non vi è l’esigenza di norme che limitino le conversioni in India, sia a livello federale che all’interno degli Stati. «Vi sono abbastanza leggi in questo Paese per punire coloro che disturbano l’ordine pubblico o l’armonia», ha affermato il religioso aggiungendo che il «BJP (partito di destra indiano) sostiene l’idea che la religione indù non sopravvivrà al contatto con le altre religioni ed è per questo che cerca di costruire difese legislative per proteggere la propria fede».

## Aspetti della vita religiosa in India
La realtà religiosa gioca un ruolo importantissimo, se non fondamentale, nel modo di vita indiano. Rituali, culto ed altre attività religiose rimangono ancor oggi molto importanti nelle vita quotidiana di qualsiasi individuo, ma esse sono anche l'organizzatore principale della vita sociale: il grado di religiosità varia da persona a persona, seppur negli ultimi decenni l'osservanza dell'ortodossia religiosa è diventata meno comune all'interno della società indiana, in particolare tra i giovani dei grandi centri urbani.

### Rituali
La stragrande maggioranza degli indiani si applica a compiere in rituali religiosi su base giornaliera; la maggior parte degli indù osservano i riti religiosi in casa. L'osservanza dei rituali può variare anche notevolmente da regione a regione e da persona a persona: il devoto deve eseguire quotidianamente l'atto di adorazione detta pūjā, il sacrificio del fuoco chiamato Yajña allo spuntar dell'alba appena dopo il bagno (solitamente in un santuario familiare e in genere comprende l'accensione di una lampada e l'offerta di vari cibi di fronte alle immagini della divinità), la recita dei sacri testi religiosi come i Veda e i Purāṇa cantando inni in lode alle molteplici figure divine.
Una caratteristica peculiare nel rituale religioso è la distinzione netta tra purezza ed impurità: gli atti religiosi presuppongono un certo grado d'impurità o contaminazione per il praticante che dev'essere superata o neutralizzata, prima o durante le procedure di rito. La purificazione, di solito mediante acqua, è quindi una tipica caratteristica della maggior parte delle azioni religiose
 Altre caratteristiche includono la credenza nell'efficacia del sacrificio svolto ed il concetto di merito, acquisito attraverso l'esecuzione di beneficenza o opere buone, che s'accumulano nel tempo venendo così a ridurre le sofferenze nell'esistenza successiva.
I musulmani devoti debbono eseguire le 5 Ṣalāt-preghiere quotidiane in momenti specifici della giornata e che vengono indicati dall'adhān (la chiamata alla preghiera) fatta dal muezzin della moschea locale: prima d'eseguire la preghiera devono ritualmente ripulirsi eseguendo il wuḍūʾ. che coinvolge quelle parti del corpo che sono generalmente più esposte alla polvere o alla sporcizia. Uno ricerca del 2005 ha riportato che circa il 3-4% dei bambini musulmani studia presso le madrasa (scuole islamiche).

### Dieta
Le abitudini alimentari sono significativamente influenzate dalla religione; quasi un terzo degli indiani pratica la regola di vita vegetariana affermatasi per la prima volta nell'intero subcontinente indiano durante l'epoca dell'Impero Maurya grazie anche alla conversione e pratica buddista dell'imperatore Ashoka.
Il vegetarianesimo è invece molto meno comune tra i Sikh e quasi assente tra cristiani, musulmani, baha'i, parsi ed ebrei; mentre il giainismo invece richiede a tutti i monaci ma anche ai laici il rispetto di un rigorosissimo regime vegetariano: infine l'induismo proibisce il consumo di carne bovina e l'islam vieta quella di maiale.

### Cerimonie
Le occasioni particolari e fondamentali dell'esistenza, come nascita, matrimonio e morte, comportano spesso una serie anche molto elaborata di usanze religiose: nell'induismo i grandi rituali del ciclo vitale comprendono l'annaprashan (la prima assunzione da parte di un bambino di cibo solido), l'upanayanam-"cerimonia del filo sacro" (eseguita sui giovani di casta superiore, i brahmani) ed infine la shraadh (l'omaggio ad un defunto).
 Per la maggior parte delle persone poi la data di un eventuale matrimonio combinato tra due giovani viene scelta accuratamente consultando un astrologo che possa indicar il momento più favorevole e propizio per l'unione.
I musulmani praticano tutta una serie di rituali che seguono il corso della vita individuale totalmente distinti rispetto a quelli induisti, giainisti e buddisti: i primi giorni di vita sono caratterizzati dall'esecuzione di diversi riti, tra cui la chiamata sussurrata alla preghiera, il primo bagno e la rasatura della testa; presto inizia anche l'istruzione religiosa. La circoncisione può avvenire o poco dopo la nascita, ma in alcune famiglie essa viene ritardata fino alla pubertà.
Il matrimonio musulmano richiede il pagamento della dote da parte del marito alla moglie, mentre la solennizzazione del contratto matrimoniale si svolge con una riunione sociale. Il terzo giorno dopo la sepoltura del defunto, amici e parenti si riuniscono per consolare gli afflitti, leggere e recitare il Corano e pregare per l'anima del caro scomparso. L'Islam indiano si distingue poi per il rilievo dato ai santuari commemoranti i grandi santi del sufismo.

### Pellegrinaggi
Molte famiglie indù hanno la loro divinità protettrice particolare detta Kuladevata; questa risulta essere comune ad uno stesso lignaggio o ad un clan composto da diverse famiglie collegate tra loro da un antenato comune: la Khandoba di Jejuri è un esempio di Kuladeva di un folto gruppo di famiglie del Maharashtra, comune a più caste che vanno da quella brahminica ai dalit. La pratica di adorare divinità locali o territoriali pare risalire al primo periodo della dinastia Seuna-Yadava. Altre note divinità familiari sono l'aspetto feroce della Dea Parvati-Bhavan a Tuljapur, Mahalaksmi a Kolhapur, Renuka a Mahur e Balaji-Venkateswara (Govinda, una delle forme di Visnù) a Tirupati.
L'India ospita numerosissimi luoghi di pellegrinaggio appartenenti a molte delle maggiori religioni mondiali: gli indù di tutto il mondo riconoscono diverse città sacre, da Allahabad a Haridwar a Varanasi, ma anche Ujjain, Rameswaram e Vrindavan. Tra le città sacre più notevoli si possono includere anche Puri che ospita un importante tempio dedicato a Jagannātha-Signore dell'universo ed il festival periodico detta Rath-Yatra, Tirumala sede del Tirumala Venkateswara Temple e Katra ch'è luogo della celebrazione Vaishno Devi dedicata alla Dea Madre.
Lungo la catena dell'Himalaya le città di Badrinath, Kedarnath, Gangotri e Yamunotri compongono il circuito di pellegrinaggio chiamato Char Dham (quattro dimore). Il Kumbh Mela è uno dei più sacri ed importanti festival induisti; esso si svolge ogni 4 anni ed attira pellegrini da ogni regione del paese: la sua posizione ruota tra le città di Allahabad, Haridwar, Nashik e Ujjain. Lo Swamithoppe Pathi è il centro di pellegrinaggio più importante per l'Ayyavazhi
Tra gli 8 più sacri luoghi del buddismo, ben 7 si trovano in territorio indiano. Bodh Gaya, Sarnath e Kushinagar sono tre punti in cui si sono verificati eventi fondamentali durante la vita del Buddha; Sanchi ospita un grande stupa fatto erigere dall'imperatore Ashoka. Diversi siti tibetani sono stati costruiti ai piedi della catena himalayana, come il monastero di Rumtek e Dharamsala.
Per i musulmani il Dargah Sharif ad Ajmer, santuario dedicato al santo sufi Moinuddin Chishti, è un importante luogo di pellegrinaggio; altri includono la tomba di Salim Chishti a Fatehpur Sikri, la Jama Masjid a New Delhi e la Moschea di Haji Ali di Mumbai.
I templi di Dilwara a Mount Abu, Palitana, Pawapuri, Girnar e Shravanabelagola sono importanti Tirtha-luoghi di pellegrinaggio del jainismo.
 Il Tempio d'oro di Amritsar è il più sacro Gurdwara del sikhismo, mentre il Tempio del loto a Delhi è il più famoso tra i templi bahai nonché importante luogo di culto.
Relativamente nuovi sono il Samādhi-tomba di Meher Baba a Meherabad, che viene visitato dai suoi seguaci provenienti da tutto il mondo ed il tempio di Sai Baba a Shirdi.

### Credenze di minoranze e sette
L'induismo contiene anche molte e diversificate sub-culture settarie, come accade per la maggior parte delle grandi religioni; gli aspetti principali della religiosità valgono per la maggioranza della popolazione indù, ma vi possono esser anche particolarità e distinzioni